# Johann Sattler
Johann Sattler (12 gennaio 1969) è un diplomatico austriaco.
Dal 1º settembre 2019 è ambasciatore per l'Unione europea in Bosnia ed Erzegovina.

## Biografia
Johann Sattler ha studiato Scienze Politiche e Studi Slavi presso l'Università di Innsbruck. Nel 1996 si è diplomato all'Accademia diplomatica di Vienna ed è stato assunto dal servizio estero della Repubblica d'Austria. Nel 2008 ha conseguito il dottorato in scienze politiche presso l'Università di Vienna.
Nel 1997-1998 ha lavorato come funzionario politico a Sarajevo e Tirana per la Missione di monitoraggio dell'Unione europea. Ha poi ricoperto vari incarichi diplomatici, come quello di membro del gabinetto del Rappresentante speciale dell'UE per il Patto di stabilità per l'Europa sudorientale a Bruxelles (1999 - 2002), Consigliere per gli Affari Politici presso l'Ambasciata d'Austria a Washington (2002 - 2006) e vice capo dell'Ufficio del Segretario Generale presso il Ministero degli Affari Esteri (2006 - 2008).
Dal 2008 è stato amministratore delegato per WAZ Media Group e dal 2011 direttore editoriale per Axel Springer a Mosca. Ha poi diretto il dipartimento Balcani Occidentali del Ministero degli Affari Esteri a Vienna per tre anni.
Nell'aprile 2016 è stato nominato ambasciatore d'Austria in Albania.
Nel settembre 2019 è succeduto a Lars-Gunnar Wigemark come ambasciatore per l'Unione europea in Bosnia ed Erzegovina.